# Jasper De Plus
Jasper De Plus (Aalst, 11 juni 1997) is een Belgisch voormalig wielrenner.

## Carrière
In 2019 won De Plus de Chrono des Nations voor beloften en behaalde hij een tweede plaats tijdens het Belgisch kampioenschap tijdrijden voor beloften. Hij werd in 2020 prof bij de Belgische wielerploeg Circus-Wanty-Gobert. Eind 2021 kondigde hij aan te stoppen met wielrennen nadat hij bij Wanty geen contractverlenging kreeg.
Jasper De Plus is de jongere broer van wielrenner Laurens De Plus.

## Palmares
2019
Topcompetitie tijdrit Emmen
 Belgisch kampioenschap tijdrijden, beloften
Chrono des Nations, beloften

## Resultaten in voornaamste wedstrijden
|      | \| Jaar \| Ronde van Lombardije \| \| ---- \| -------------------- \| \| 2020 \| opgave \| |
| Jaar | Ronde van Lombardije                                                                       |
| 2020 | opgave                                                                                     |

## Ploegen
- 2020 –  Circus-Wanty-Gobert
- 2021 –  Intermarché-Wanty-Gobert Matériaux

Bakelants · Bellicaud · De Gendt · De Plus · De Winter · Delacroix · Devriendt · Eiking · Evans · Hermans · Hirt · van der Hoorn · van Kessel · Koch · Kreder · Lammertink · Meintjes · Minali · Pasqualon · Petilli · Planckaert · B. van Poppel · D. van Poppel · Rota · Taaramäe · Van Melsen · Vanspeybrouck · Vliegen · Zimmermann · Girmay (stagiair) · Daemen (stagiair) · De Pooter (stagiair) · Jarnet (stagiair)